# 2008年北京オリンピックのアメリカ領ヴァージン諸島選手団
2008年北京オリンピックのアメリカ領ヴァージン諸島選手団（2008ねんペキンオリンピックのアメリカりょうヴァージンしょとうせんしゅだん）は、2008年8月8日から8月24日まで開催された2008年北京オリンピックにおけるアメリカ領ヴァージン諸島選手団の名簿。選手名及び所属・記録は2008年当時のもの。

## 種目別選手・スタッフ名簿及び成績

### 陸上競技
- タバリー・ヘンリー（男子400m）予選 45秒36、準決勝 45秒19（敗退）
- ラヴァーン・ジョーンズ＝フェレット（女子100m・200m）100m1次予選 11秒41、2次予選 11秒55（敗退）、200m 1次予選 23秒12、2次予選 23秒37（敗退）

### 競泳
- ジョシュア・レイバン（男子50m）23秒28 予選敗退

### ボクシング
- ジョン・ジャクソン（ウェルター級）2回戦敗退
- ジュリアス・ジャクソン（ライトウェルター級）1回戦敗退

### セーリング
- トーマス・バロウズⅢ（男子レーザー級）21位

### 射撃
- ネド・ジェラード（男子ライフル伏射）53位 予選敗退